# Абінгдонська слонова черепаха
Абінгдонська слонова черепаха (Geochelone nigra abingdoni) — підвид галапагоської черепахи роду американські сухопутні черепахи родини суходільні черепахи. Нині вважається вимерлим. Мешкав на острові Пінта (або Абінгдон, Галапогоські острови), тому має ще назву велетенська черепаха острова Пінта. На кінець 19 століття підвид було майже знищено через полювання.
Останньою відомою особиною цього підвиду була черепаха на прізвисько Самотній Джордж, яка померла 24 червня 2012 року, не давши потомства. Однак, 17 гібридів першого покоління було виявлено біля вулкана Вольф на острові Ісабела дослідниками Єльського університету. Оскільки п'ять із виявлених особин є молодими, їхні батьки ще можуть бути живими.

## Опис підвиду

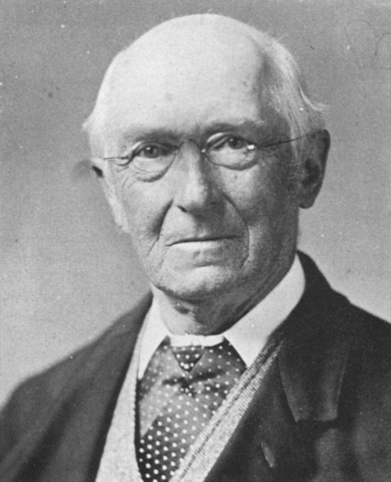
Альберт Гюнтер, який описав Testudo abingdonii в 1877 році

Підвид було вперше описано британським зоологом німецького походження Альбертом Гюнтером, який у своїй книзі «Гігантські сухопутні черепахи (живі та вимерлі) у колекції Британського музею» (англ. The Gigantic Land-tortoises (Living and Extinct) in the Collection of the British Museum) назвав цей новий вид Testudo abingdonii. Назва, abingdonii, походить від назви самого острова «Абінгдон», який зараз більш відомий як Пінта. Висновок про існування такого виду базувалися на скупих відомостях про мандрівки капітана Джеймса Кольнетта (англ. James Colnett) 1798 року та Безіла Голла (англ. Basil Hall) в 1822 році. 1876 року командор Вільям Куксон (англ. William Cookson) привіз трьох самців цього виду (а також інших підвидів галапагоської черепахи) до Лондона на борту корабля королівського флоту Великої Британії HMS Peterel.

### Синоніми
Синонімами Chelonoidis nigra abingdonii є: Testudo abingdonii Günther, 1877; Testudo elephantopus abingdonii – Mertens & Wermuth, 1955; Geochelone elephantopus abingdonii – Pritchard, 1967; Geochelone nigra abingdonii – Iverson, 1992; Geochelone abingdonii – Valverde, 2004..

## Самотній Джордж

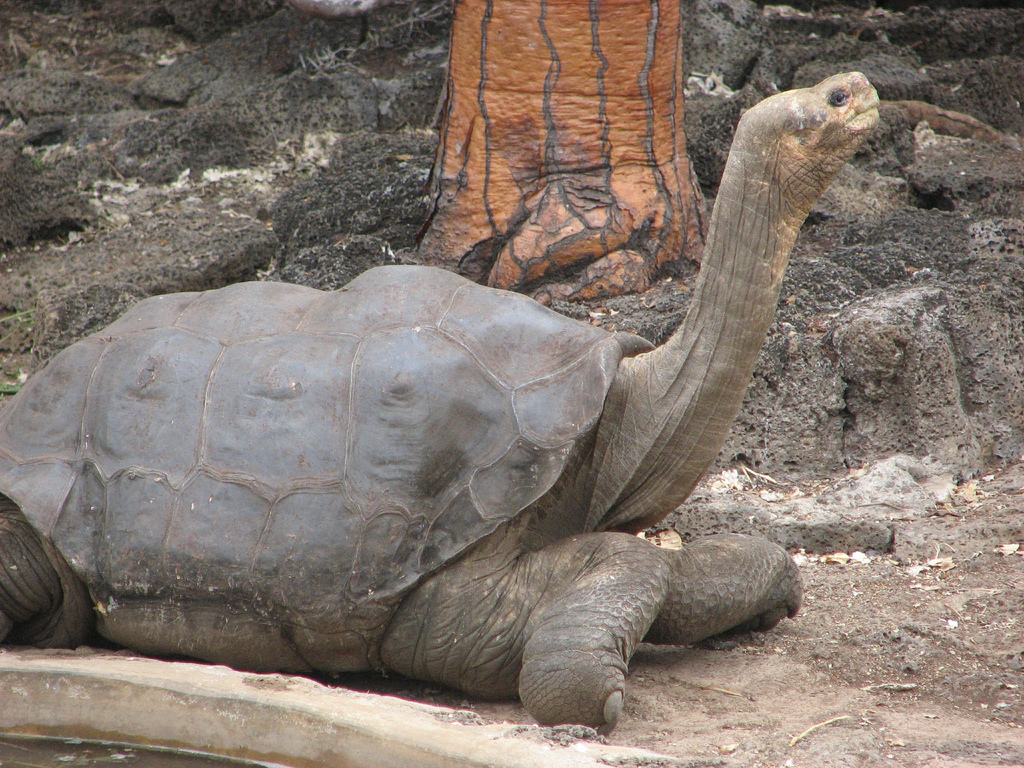
Самотній Джордж на дослідній станції Чарльза Дарвіна, фотографія була зроблена у грудні 2006 року

Останнім відомим представником підвиду Абінгдонської слонової черепахи був самець Самотній Джордж. Його називали символом Галапагоського національного парку, найрідкіснішою істотою та найзнаменитішим холостяком у світі. Він помер 24 червня 2012 року. Також він був символом зусиль із консервації Галапагоських островів і взагалі у світі.
Вперше Самотнього Джорджа виявив на острові Пінта 1 грудня 1972 року угорський дослідник Йожеф Вагвьольдьї (угор. József Vágvölgyi. Його було переміщено до дослідницької станції Чарльза Дарвіна на острів Санта-Крус з міркувань безпеки. Черепаху утримували у загоні разом із двома самицями інших підвидів. Хоча яйця були відкладені, жодне із них не вилупилося. Підвид було оголошено функціонально вимерлим, оскільки Джордж утримувався у неволі. Подальші намагання отримати потомство не дали результатів.
24 червня 2012 року, о 8:00 ранку (за місцевим часом) Самотній Джордж помер, про що повідомив директор Галапагоського національного парку Едвін Наула (англ. Edwin Naula). Це виявив Фаусто Ллерена (англ. Fausto Llerena), який останні 40 років доглядав за черепахою. Наула вважає, що причиною смерті стала серцева недостатність.

## Галерея

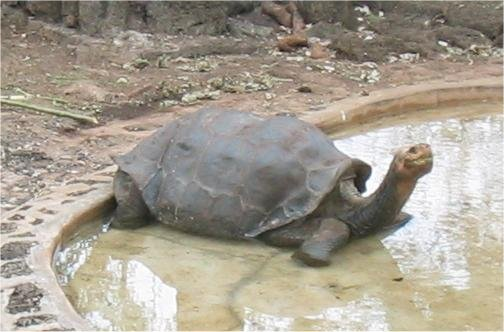
Самотній Джордж на дослідницькій станції
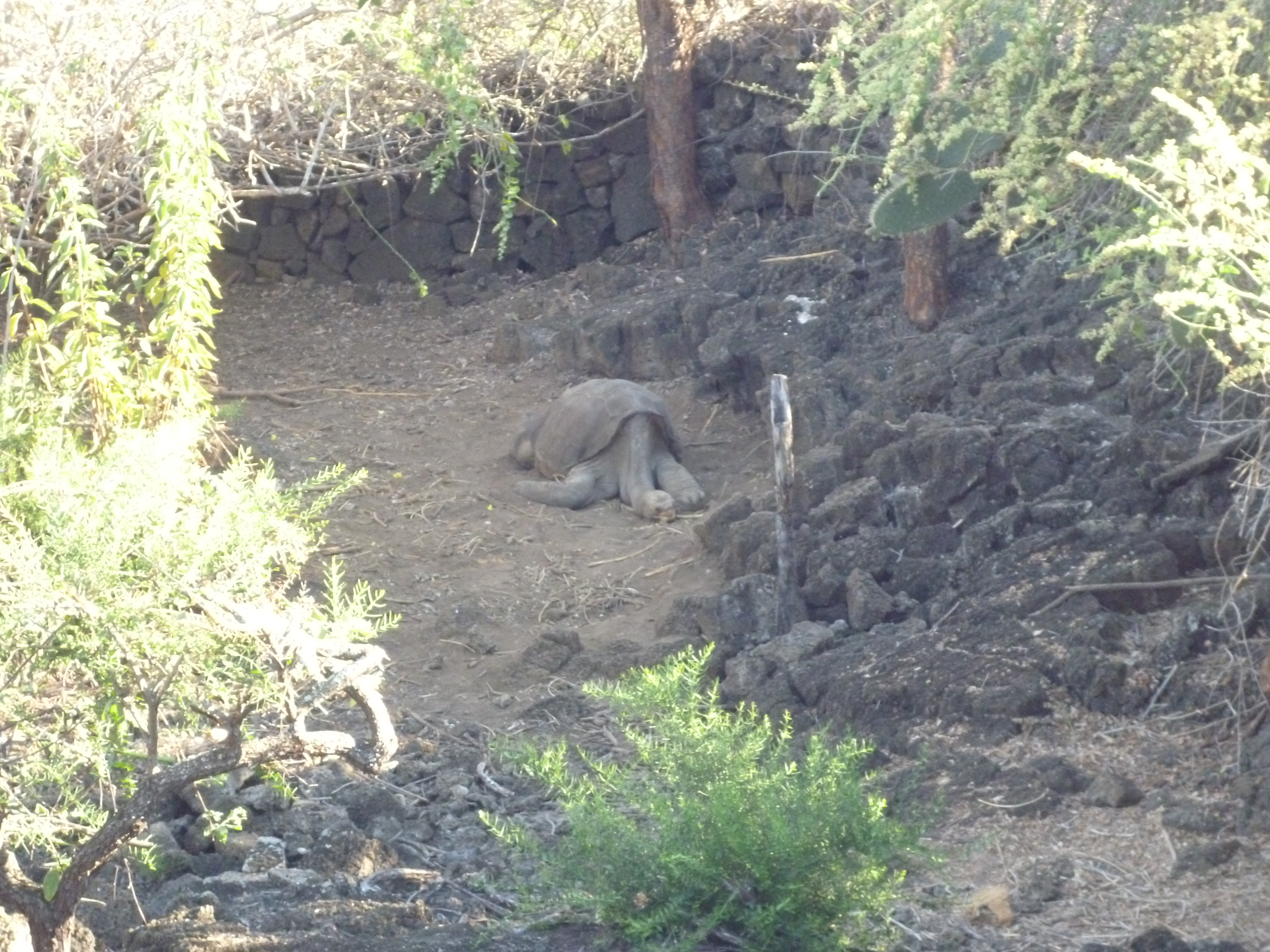
Самотній Джордж на дослідницькій станції (грудень 2011)
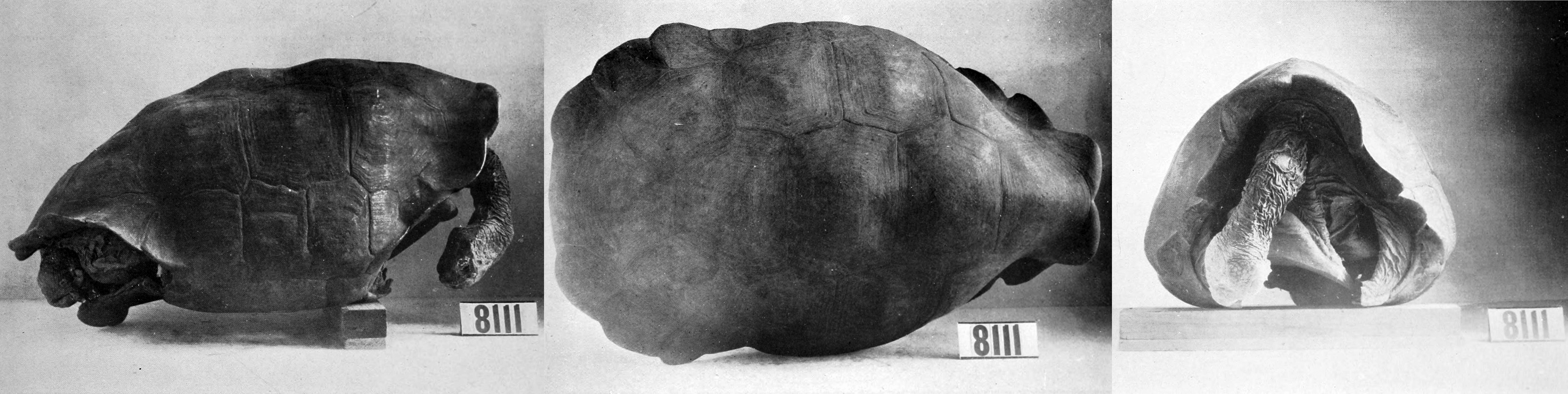
Абінгдонська слонова черепаха (1905 — 1906)

## Можливість існування інших особин підвиду

### Празький зоопарк
2006 року Пітер Прічард (англ. Peter Pritchard), дослідник Галапагоських черепах, зробив припущення, що самець черепахи у Празькому зоопарку може належати до підвиду Абінгдонська слонова черепаха, зважаючи на структуру панцира. Однак, аналіз ДНК показав, що черепаха ймовірно з острова Пінсон, де поширений підвид C. n. duncanensis.

### Острів Ісабела
У минулому китобої та пірати використовували острів Ісабела, який є центральним та найбільшим островом Галапагоських островів, щоб позбутися черепах, які більше не були потрібні як їжа. Тепер черепахи, які залишилися, живуть біля вулкана Вольф, і поєднують ДНК-маркери декількох підвидів. У травні 2007 року аналіз мікросателітів показав, що особини із групи C. n. abingdonii можуть ще існувати на острові. Дослідниками було ідентифіковано одного самця з регіону вулкана, половина генів якого відповідала генам підвиду Джорджа. Цей самець мусив бути гібридом першого покоління між підвидами островів Ісабела та Пінта. Черепаха вимерлого підвиду може жити серед 2000 черепах регіону:
|  | Ідентифікація восьми особин змішаного походження із всього лиш 27 індивідуальних зразків (за оцінками розмір популяції регіону вулкану Вольф становить 1000—2000 особин) закликає до початку негайного і ґрунтовного дослідження… щоб знайти інших особин підвиду Пінта Оригінальний текст (англ.) The identification of eight individuals of mixed ancestry among only 27 individuals sampled (estimated Volcano Wolf population size 1,000–2,000)… suggests the need to mount an immediate and comprehensive survey… to search for additional individuals of Pinta ancestry |

Дослідниками Єльського університету було виявлено біля вулкана Вольф 17 гібридів першого покоління. Весною 2013 планувалася повторна поїздка з метою знайти гібридів та почати програму із відновлення підвиду. Принаймні одна пара гібридів має гени, які на 80% відповідають генам Джорджа.